# DC Cupcakes
DC Cupcakes ist eine US-amerikanische Reality-Kochsendung über die Schwestern und Geschäftspartner Sophie LaMontagne und Katherine Kallinis Berman, die in Washington, D.C. die kleine Bäckerei Georgetown Cupcake führen, die auf Cupcakes spezialisiert ist. Die Serie wurde erstmals am 16. Juli 2010 beim US-Sender TLC gezeigt. Die Sendung entstand als Reaktion auf die zunehmende Popularität von Cupcakes.
Auf Grund des Erfolgs der Sendung waren Berman und LaMontagne Gäste einer Reihe anderer Fernsehsendungen. Unter anderem waren sie Gast bei Martha Stewart und Rachael Ray sowie der Today Show.

## Ausstrahlung
| Staffel | Episodenanzahl | Staffelpremiere   | Staffelfinale |
| ------- | -------------- | ----------------- | ------------- |
| 1       | 6              | 16. Juli 2010     | 30. Juli 2010 |
| 2       | 12             | 25. Februar 2011  | 8. April 2011 |
| 3       | 11             | 11. November 2011 | 12. März 2014 |

## Episodenliste

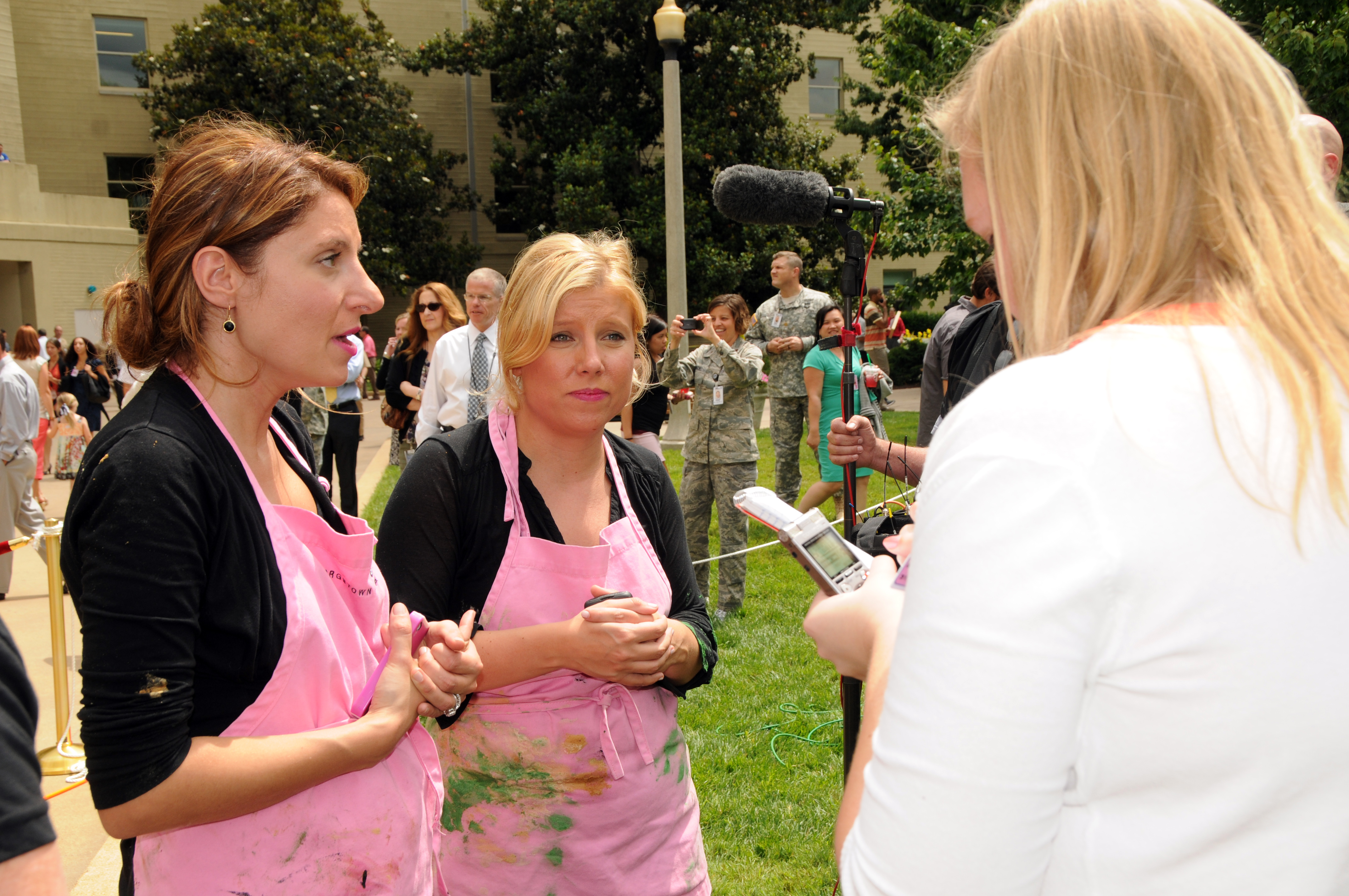
Geschäftspartnerinnen Katherine Berman, links, und Sophie LaMontagne, die beiden Stars der Fernsehserie

### Erste Staffel
| Nr. in der Staffel | Nr. insgesamt | Originaltitel  | Erstausstrahlung |
| ------------------ | ------------- | -------------- | ---------------- |
| 1                  | 1             | Mardi Gras     | 16. Juli 2010    |
| 2                  | 2             | Roller Girls   | 16. Juli 2010    |
| 3                  | 3             | Pupcakes       | 23. Juli 2010    |
| 4                  | 4             | Wedding Recipe | 23. Juli 2010    |
| 5                  | 5             | Greek Festival | 30. Juli 2010    |
| 6                  | 6             | Fire House     | 30. Juli 2010    |

### Zweite Staffel

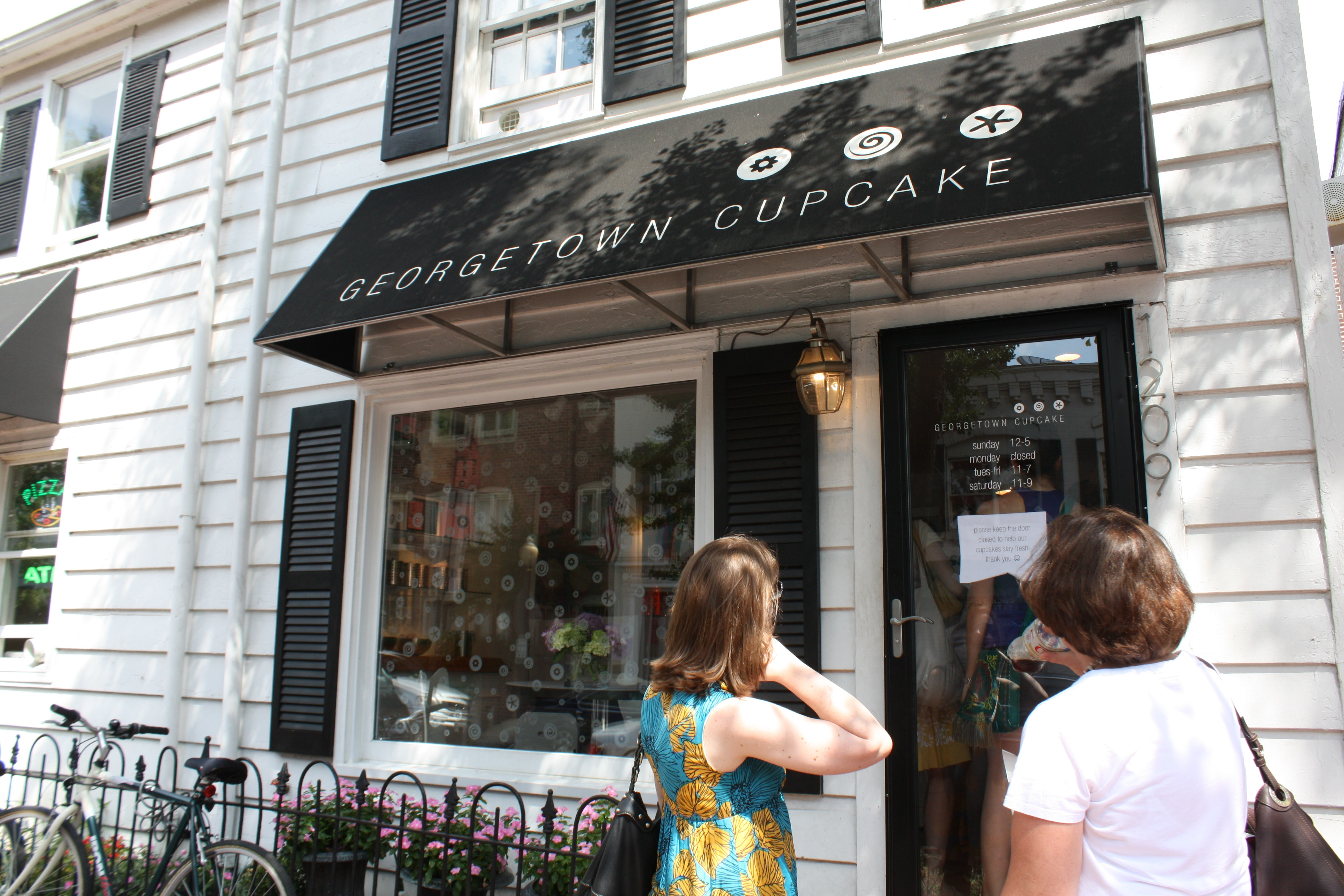
Georgetown Cupcake erste Filiale in der Washingtoner Potomac Street. Die Bäckerei wird aktuell nur noch genutzt, um Cupcakes für Online-Bestellungen und für besondere Gelegenheiten zu backen.

| Nr. in der Staffel | Nr. insgesamt | Originaltitel                  | Erstausstrahlung |
| ------------------ | ------------- | ------------------------------ | ---------------- |
| 1                  | 7             | Sweet                          | 25. Februar 2011 |
| 2                  | 8             | Gorilla Birthday               | 25. Februar 2011 |
| 3                  | 9             | Shoe-In                        | 4. März 2011     |
| 4                  | 10            | Operation Cupcake              | 4. März 2011     |
| 5                  | 11            | Cupcake Jackpot                | 11. März 2011    |
| 6                  | 12            | Happy Anniversary              | 11. März 2011    |
| 7                  | 13            | Fashion Victims                | 18. März 2011    |
| 8                  | 14            | Think Pink                     | 25. März 2011    |
| 9                  | 15            | So Yo Think You Can Lion Dance | 1. April 2011    |
| 10                 | 16            | Cookie College with            | 1. April 2011    |
| 11                 | 17            | Tattoo Twosome                 | 8. April 2011    |
| 12                 | 18            | Katherine’s Surprise           | 8. April 2011    |

### Dritte Staffel
| Nr. in der Staffel | Nr. insgesamt | Originaltitel              | Erstausstrahlung  |
| ------------------ | ------------- | -------------------------- | ----------------- |
| 1                  | 19            | My Sweet Wedding           | 11. November 2011 |
| 2                  | 20            | Nutcracker Sweets          | 2. Dezember 2011  |
| 3                  | 21            | One Ton Cupcake            | 16. Januar 2012   |
| 4                  | 22            | Mommy’s Birthday Surprise! | 4. Mai 2012       |
| 5                  | 23            | Takes New York             | 8. Juni 2012      |
| 6                  | 24            | Wicked Good Showdown       | 9. Oktober 2012   |
| 7                  | 25            | County Fair                | 14. Februar 2013  |
| 8                  | 26            | Baby Special               | 12. März 2013     |
| 9                  | 27            | Get Tanked                 | 14. Juni 2013     |
| 10                 | 28            | Coney Island Challenge     | 1. Juli 2013      |
| 11                 | 29            | Baby Cakes                 | 12. März 2014     |

## Einordnung
David Sax nennt die Sendung als ein Beispiel für das Aufgreifen und Verbreiten von Ernährungstrends. Cupcakes gehören eigentlich zu den Gebäckarten, die in Nordamerika seit langer Zeit gebacken werden. Der Begriff Cupcake wurde das erste Mal schriftlich 1796 in dem Kochbuch American Cookery der US-Amerikanerin Amelia Simmons erwähnt. Cupcakes entwickelten sich aber gegen Ende der 1990er Jahre zu einem In-Trend. Die zunächst auf ein kleines Gebiet in New York begrenzte Angebot von aufwändig verzierten Cupcakes, das von Kunden begeistert aufgegriffen wurde, wurde zunächst nur kurz in lokaler Presse berichtet, zog aber immer größeres Medieninteresse auf sich und wurde auch in New York spielenden Fernsehsendungen aufgegriffen.
Durch die Episode Hindernislauf (Originaltitel: No Ifs, Ands, or Butts) der Serie Sex and the City, die erstmals im Jahr 2000 ausgestrahlt wurde, wurden aber in den ganzen USA Personen auf dieses Phänomen aufmerksam. Als eine der möglichen Gründe gelten die Stadttouren, die Fans zu Handlungsorten der Serie führten und dabei auch die Magnolia Bakery aufsuchten, vor der diese Szene spielten. Verschiedene Medien griffen in unterschiedlichen Weisen diesen Trend auf. Eine der Sendungen war Cupcake Wars des Senders Food Network, die im Dezember 2009 erstmals ausgestrahlt wurde. DC Cupcakes als eine Reality Show wurde vom Sender TLC ein halbes Jahr später auf den Markt gebracht.

## Einzelbelege
1. ↑  Bill Gorman: Batter Up! TLC Sweetens Its Lineup With New Series 'DC Cupcakes'. In: TVbytheNumbers.com. 10. Juni 2010, archiviert vom Original am 25. Juni 2011; abgerufen am 6. April 2015.  Info: Der Archivlink wurde automatisch eingesetzt und noch nicht geprüft. Bitte prüfe Original- und Archivlink gemäß Anleitung und entferne dann diesen Hinweis.
2. ↑  David Sax: The Tastemakers. S. 19.
3. ↑  Election Cupcakes. Martha Stewart, 3. November 2008, archiviert vom Original am 27. September 2011; abgerufen am 5. April 2015.
4. ↑  Valentine's Day Dinner & Isla Fisher. Rachel Ray Show, 13. Februar 2009, archiviert vom Original am 24. Juni 2012; abgerufen am 5. April 2015.
5. ↑  Quick and easy cupcake frostings. In: The Today Show. NBC, 20. Juli 2010, archiviert vom Original am 13. September 2012; abgerufen am 5. April 2015.  Info: Der Archivlink wurde automatisch eingesetzt und noch nicht geprüft. Bitte prüfe Original- und Archivlink gemäß Anleitung und entferne dann diesen Hinweis.
6. ↑  David Sax: The Tastemakers. S. 3. bis S. 28.
7. ↑  Lynne Olver: The Food Timeline. In: FoodTimeline.org. Abgerufen am 4. April 2015.
8. ↑  David Sax: The Tastemakers. S. 8.